# 韩游瑰
韓游瑰（8世纪—798年1月20日），唐朝灵州人（今宁夏吴忠市利通区西北古城镇），唐玄宗至唐德宗在位期間的軍事将领。

## 生平

### 早期仕途
韓游瑰是唐朝朔方军下级军官出身，歷任偏將、裨將等軍職，曾經是朔方节度使郭子仪屬下的裨將。
唐玄宗天宝十四载（755年），河东、平卢、范阳三镇节度使安禄山作乱，安祿山派遣阿史那从礼率同罗、突厥五千骑詐降朔方军，出塞門，诱河曲九蕃府、六胡叛乱，部落共计五十万。郭子仪派韩游瑰率辛京杲击破之，九蕃府仍依附唐朝。
乾元二年（759年）三月，郭子仪新败于叛军，听从都虞候张用济建议，守卫河阳，派时任都游弈使的韩游瑰率五百骑为前驱赶往河阳，张用济以五千步卒后继。
韩游瑰还曾为李光弼部将。
建中元年（780年），邠宁节度使李怀光被任为泾原节度使，泾原军将刘文喜作乱，要求以凤翔节度使朱泚为帅，诏以朱泚代李怀光；刘文喜被朱泚、李怀光攻打，又求救于吐蕃，吐蕃兴兵，朱泚、李怀光想躲避，时韩游瑰为邠宁军别将，说不必如此，泾原军是不会为了刘文喜而陷身吐蕃的，肯定会生变。吐蕃游骑来泾州招降，泾州军众果然杀了刘文喜而投降朱泚。韩游瑰积功至邠宁节度留后。

### 勤王平叛
建中四年（783年）十月，唐德宗遭遇泾原兵变，出幸奉天县，卫兵未集合，韩游瑰与庆州刺史论惟明合兵三千人勤王，从乾陵以北直趋醴泉抗拒被拥为叛首的朱泚。
在他们到达醴泉之前，德宗下诏命令韩游瑰率领军队驻紮在便桥。此后韩游瑰的军队行至泥泉，遇上朱泚的军队。韩游瑰想回奉天，监军翟文秀出言劝阻，建议就地扎寨，如叛军绕行西进，就联合奉天守军夹攻擒拿，如果入奉天，遭叛军尾随，就是带领叛军逼迫天子了。韩游瑰反对，指出叛军众多，可以一边分兵对抗自己，一边鼓噪西向，所以不如先入内保卫天子。而且，奉天城內没有强兵，难以配合夹攻；自己的军队困乏且受寒，一旦叛军以利相诱，军众难免溃散。这时有人从京城（长安）前来，向唐德宗表示叛军将於两天后到达，唐德宗赶紧下令追回韩游瑰等人的军队。韩游瑰于是率军回到奉天。
十月丁巳（783年11月12日），韩游瑰的军队到达奉天，刚进入营寨，朱泚军即尾随而至。韩游瑰率军出战朱泚于城下，因战况不利而撤退入城。朱泚军企图夺门，韩游瑰军与之隔门拼死血战，到当天中午，唐军被杀伤一半。这时城门内放有草车数乘，京畿、渭北节度使浑瑊派虞候高固率甲士以长刀砍杀叛军，然后用草车塞门和纵火。效忠唐德宗的军队乘火势与朱泚的叛军作战，至黄昏将其击退，朱泚军死者数以万计。夜间，朱泚军在城东三里扎营，军士打更举火、布满原野，又派西明寺僧法坚拆毁佛寺，用来建造战棚、云桥等攻城器具。城內的唐军皆感到惧怕，韩游瑰则认为朱泚军取佛祠的干燥木材造攻城器械（遇火即燃），因此准备火种（准备火攻）即可。此后，叛军每日攻城，韩游瑰、论惟明、浑瑊登城拒守，亲冒矢石，无暇休息。十一月，叛军大噪攻南城墙，但韩游瑰认为叛军企图分散唐军军力，於是率军赶到北城墙，引兵严备东北面，并派遣部将郭询、郭廷玉以锐士三百人，准备好弓箭后直接出城，火烧叛军战棚。此时风向回转，战棚都烧为灰烬，叛军士气受损。战后，诸将认为勤王之功当推韩游瑰为首。德宗因禁军没有合适的军职，在六军中特置统军一员，官秩为从二品，以韩游瑰、论惟明、汴滑行营兵马使贾隐林等分领随驾禁兵。
兴元元年（784年）二月，时任邠宁、朔方节度使、河中尹李怀光也反叛，引诱韩游瑰一起叛乱，韩游瑰秘密奏知德宗，并上交其书信。次日，李怀光又来信催促，韩游瑰又奏知德宗。德宗赞韩游瑰堪称忠义。韩游瑰答自己并不知道忠义，而是李怀光企图陷害，想让他袭驾，再抓住他为自己辩解。德宗嘉其诚意，问眼下如何应对。韩游瑰答，李怀光总领各府军兵，仗着他们作乱，而眼下邠州有张昕，灵武有宁景璿，河中有吕鸣岳，振武有杜从政，潼关有唐朝臣，渭北有窦觎各将把守，建议德宗把军众和地盘都授予他们，罢李怀光之权，而尊他为首功之臣加其官职，行营诸将各受主帅指挥，这样李怀光就无以作乱。德宗说，这样则朱泚势力更大了。韩游瑰建议德宗以破格赏赐约束士卒，可趁贡赋刚到，赏赐他们，他们自然能坚守；并请求统帅邠州的一万精甲军队平叛，只要四方仗义起兵，叛军不足为虑。德宗称赞他的回答。
韩游瑰与盐州刺史戴休颜、浑瑊、灵武留后杜希全等捍御有功。数日后，李怀光又来引诱朝廷军官叛变，浑瑊得其书信，稍严整士卒加强警卫。韩游瑰不知，发怒，谩骂浑瑊。李怀光又派使者催促韩游瑰，使者被守门士兵所捕解送德宗。德宗怀疑有变，即日幸山南军部梁州，韩游瑰派儿子随驾，自己率麾下八百余骑退到邠宁。李怀光发檄文以韩游瑰权且任邠州刺史，想通过自己留守邠州的党羽留后张昕杀之。韩游瑰已失去军队，不知所措。此时在韩游瑰门下作客的刘南金进言，指出邠州还有留下的军队，建议韩游瑰利用这些资源立功，且认为这是天赐机会。韩游瑰立时省悟，引诱旧部八百兵驰入邠州，劝说张昕背叛自招危机的李怀光，愿以麾下为张昕先驱。张昕不听。韩游瑰称病不出，秘密结连将领高固等。张昕欲杀不从自己的诸将及韩游瑰，和左右准备好披甲入内；其麾下小史李岌秘密告知韩游瑰。韩游瑰抢先出动伏兵，部将杨怀宾联合高固等人响应，以数十骑斩张昕首级，告诉韩游瑰。韩游瑰遣人告诉出使吐蕃带来吐蕃援军的秘书监崔汉衡。崔汉衡矫诏以韩游瑰知军府事，军中大喜。时李怀光子李玫（一作李旻）在邠州，韩游瑰保护他出城。有人建议韩游瑰处死李玫，但韩游瑰认为杀了李玫只会激怒李怀光，使他带军前来决战，因此不如放走李玫。当天韩游瑰即派遣杨怀宾去行在奉表闻奏，以邠州归顺朝廷。韩游瑰屯七盘，受河中、同绛节度使李晟节度。李晟移军东渭桥，与镇国军节度使骆元光、神策兵马使尚可孤分别扼守长安以东要路；浑瑊与韩游瑰、戴休颜分别把守长安以西要路，成掎角之势进攻。韩游瑰屯邠宁，戴休颜屯奉天，骆元光屯昭应，尚可孤屯蓝田，皆受李晟节度，李晟军声大振。韩游瑰当时为邠宁兵马使，四月，德宗下诏正授韩游瑰邠宁节度使，加检校刑部尚书、兼御史大夫，依例授“奉天定难功臣”。浑瑊率诸军出斜谷，崔汉衡劝吐蕃出兵相助，吐蕃大相尚结赞说：邠宁军没有出兵，将要袭击我吐蕃军的后路。韩游瑰闻之，遣其将曹子达率兵三千去会合浑瑊军，吐蕃遣其将论莽罗依率兵二万相从。朱泚遣其将韩旻等攻武功，浑瑊战不利，正逢曹子达率吐蕃军到，大破韩旻于武亭川，斩首万余级，韩旻仅以身免。当月，韩游瑰奉诏与浑瑊会师于奉天县。五月，吐蕃受朱泚贿赂而撤军，韩游瑰告知德宗。考功郎中陆贽却认为吐蕃贪得无厌，其撤军反而可贺，由浑瑊统戴休颜、韩游瑰乘其西北，李晟率骆元光、尚可孤攻其东南，即可平叛。当月，李晟收复京城，浑瑊也与韩游瑰、戴休颜西面诸军会合，破叛军三千余人于咸阳，收复咸阳，进屯延秋门。朱泚逃到泾州，韩游瑰派使者告谕泾州将领杨澄，杨澄拒不接纳朱泚，朱泚遂败亡。六月，韩游瑰迁检校尚书左仆射，实封四百户。七月，德宗从梁州回京，浑瑊与韩游瑰、戴休颜三将随驾，李晟、尚可孤、骆元光三将奉迎，德宗论功行封，韩游瑰与浑瑊等功劳相当，都是第一功；韩游瑰回军屯邠宁。德宗予韩游瑰一子七品正员官。
十月，李怀光入寇同州，被浑瑊、骆元光败于乾坑，韩游瑰奉诏响应征发，率军六千与其合力，败李怀光五千叛军，于是会合浑瑊、骆元光，在河东节度使、管内诸军行营副元帅马燧领导下进围河中军部蒲州。贞元元年（785年）五月，韩游瑰请兵于浑瑊，共取朝邑。八月，马燧招降李怀光部将长春宫守将徐庭光（一作徐廷光）；马燧、浑瑊、韩游瑰军到焦篱堡，守将尉珪投降。当月，骆元光去招降徐庭光时，徐庭光因素来轻视骆元光，数次谩骂，还侮辱骆元光祖上，说自己只投降汉族将领，最后投降马燧，被下诏任为试殿中监兼御史大夫。韩游瑰扎营长春宫，杨怀宾力战叛军。李怀光见势单力孤，自缢而死。杨怀宾子杨朝晟在李怀光军中为右厢兵马使，因杨怀宾力战叛军而被德宗令浑瑊赦免，韩游瑰任他为都虞候。当月，骆元光去见韩游瑰，说自己记恨徐庭光辱骂自己祖上一事，要斩杀徐庭光，但马燧肯定会为此大怒，要韩游瑰助自己免死。韩游瑰答应了。骆元光杀了徐庭光，拜访马燧谢罪。马燧果然大怒，要杀骆元光。韩游瑰对马燧指出：骆元光只是杀了一员偏裨，您尚且大怒如此，您要是杀了一个节度使，天子将如何行法？马燧默然，浑瑊也求情，马燧最终作罢。当月，当时官爵为邠宁庆等州刺史、御史大夫、上柱国、许昌郡王的韩游瑰得赐实封二百户，一子得六品正员官、五品阶。十一月，德宗在圆丘亲祀昊天上帝，时任河中节度使浑瑊、泽潞节度使李抱真、山南西道节度使严震、同华节度使骆元光、韩游瑰、鄜坊节度使唐朝臣、奉诚节度使康日知等大将侍祠。
不迟于贞元二年（786年）九月，韩游瑰在邠州为郭子仪立庙。

### 抵御吐蕃
贞元二年（786年）十月，吐蕃入寇泾、陇、邠、宁，韩游瑰追杀他们到安化，吐蕃在合水北扎营。韩游瑰判断吐蕃军到了无人地带必懈怠，可以袭取。于是派将领史履澄（一作史履程）夜间领兵五百入其营，斩数百级，取马五千。次早，吐蕃军尾随攻击，韩游瑰在周围布下旗帜自卫，在平川列阵，秘密派人在西山四次击打军鼓，吐蕃军受惊丢弃所掠得之物而溃逃。当年，吐蕃又来围盐州，刺史杜彦光约定以城投降，吐蕃答应了，又取银、夏、麟等州。十二月，韩游瑰请收复盐州以断吐蕃要道，指出吐蕃军进入汉人之地，吃禾菽（谷类和豆类），到了春季就生病，这是天亡他们之时。规划一旦吐蕃来救，就由河东军袭其后。诏骆元光、陈许兵马使韩全义率军一万二千，会合韩游瑰收复盐州，又派马燧为绥、银、麟胜招讨使，以河东军击吐蕃。三年（787年）春，诏遣骆元光、韩游瑰统众与凤翔、鄜坊、邠宁及诸道戍卒屯于塞上，又命马燧率师到石州与骆元光等成掎角之势讨吐蕃。三月，吐蕃请求修清水之盟，归还所侵之地，马燧为之请求。德宗下诏问韩游瑰，韩游瑰答：吐蕃军平时弱了就请盟，强了就入寇，如今侵地已深却请求结盟，有诈。李晟也认为不可答应，德宗起初也赞同，但后又听信马燧，同意与吐蕃结盟。闰四月，唐与吐蕃会盟于平凉，诏韩游瑰以军屯洛口。会盟之日，韩游瑰埋伏劲骑五百在大营侧以备非常，下令如果有变就赶紧到柏泉以分敌势。浑瑊遭遇劫盟，骑马狂奔得脱，吐蕃见唐兵出，就离去了。德宗上朝时，宰相柳浑认为吐蕃不可信，触怒德宗，当夜三更正好韩游瑰派驿卒疾驰叩苑门上表说到吐蕃劫盟、劫持将校、兵临近镇，德宗大惊，命将表文给柳浑看，次早慰勉柳浑，感叹他身为书生却如此能料敌。十月，吐蕃入寇丰义城，前锋到大回原，韩游瑰正驻守长武城，当即选八百骑迎击，亲自引兵为后继。监军以为不可轻敌，韩游瑰答只要先击破吐蕃游骑，吐蕃大军就不敢前来，丰义城就保全了。他战吐蕃于南原，败之，吐蕃夜遁。当月，吐蕃以数千骑又到长武城，时任长武城使韩全义率众抵御，韩游瑰部将请求率众相助，韩游瑰不许。因韩游瑰不出兵，吐蕃因而安然行军邠、泾之间，唐诸营寨西门皆闭，吐蕃保于故原州。日暮时分，韩全义败吐蕃后退兵。

### 受代回朝
当月，韩游瑰之子、负责保卫京师的殿前射生将韩钦绪与妖贼李广弘（又名李软奴）同谋不轨，事泄，韩钦绪奔逃到邠州；当时韩游瑰正在镇守长武城，邠州留后、监军宦官与将吏将韩钦绪解送京师腰斩，将韩钦绪反状告知韩游瑰。韩游瑰因儿子犯了大逆之罪，请求由他人代任自己而自己回朝，坚持弃军回朝，诏不许，遣使制止，仍委任。韩游瑰锁系韩钦绪二子送京师，请求自己连坐，德宗也宽宥了他们。十二月，韩游瑰入朝，素服待罪，进入朝堂，德宗立即命宽恕他，慰劳和礼遇如故，仍令他回到本镇。起初，韩游瑰入觐时，邠州将吏认为其子谋叛，韩游瑰本人御军也无政绩，认为他必被代任，为他饯行时礼数冷淡。四年（788年）正月，韩游瑰面圣，大谈边事，请求筑丰义城以备吐蕃入寇，德宗认为他极其通达，很高兴，委用如初，敦促他回镇。他回到军镇，军中惧怕不自安。大将范希朝建中年间就为韩游瑰别将、虞候，善于统兵，名闻军中，累加兼御史中丞，韩游瑰畏惧他的才能，害怕他逼迫自己，正要寻罪名诛杀他。范希朝惧怕，出奔凤翔。德宗素知范希朝之名，召他入宿卫。韩游瑰在军镇，无方略，失军心：他遣五百人筑丰义城，才筑了两版，城就垮了；宁州戍卒数百人纵掠叛乱，韩游瑰禁止不住。宁州卒叛乱后，六月，吐蕃入寇，韩游瑰亲自率众戍守宁州。
韩游瑰因病，请求接受代任回朝。也因韩游瑰治政无状，七月，德宗除授左金吾将军张献甫代韩游瑰，征韩游瑰回朝入宿卫。韩游瑰害怕军乱，不等张献甫到任，也不告知军众，轻骑乘夜而出回朝。因韩游瑰统军太过宽大，其将卒素来骄横懈怠，听闻张献甫性格严酷，趁没有主帅，纵兵大掠，又包围监军杨明义宅第，威胁他奏请以范希朝为主帅；被杨朝晟设计平定。德宗闻军众希望范希朝为帅，想任命他为邠宁节度使。范希朝推辞，指出自己是害怕被韩游瑰所害，避祸而来，如果现在去代任他，无以防止窥伺、安定动荡。德宗嘉之，擢为宁州刺史，作为辅佐张献甫的节度副使。杨朝晟也因功加御史大夫。韩游瑰入朝后被授右龙武统军。李直方《邠州节度使院壁记》提及韩游瑰，称之为“韩侯”。十三年（797年）十二月，韩游瑰卒。追赠灵州大都督，谥襄。